# Ultima Thule (album)
Ultima Thule – dziesiąty (ósmy studyjny) album polskiego zespołu muzycznego Armia. Nagrywano go od października 2004 do grudnia 2004 w Studio CRS w Poznaniu oraz w Małym Studio w Puszczykowie. Stanowi powrót do surowego i agresywnego brzmienia po nieco łagodniejszym albumie Pocałunek mongolskiego księcia. Swoistą nowością, nigdy wcześniej nie występującą na płytach Armii, jest 30-minutowa suita.

## Lista utworów
1. „Biesy” – 3:29
2. „Dobra śmierć” (utwór tylko w wydaniu digipak) – 3:51
3. „Strzały znikąd, chłopcy stąd” – 4:39
4. „Poza prawem” – 4:58
5. „Ulica jaszczurki” – 3:28
6. „Oddech” – 4:19
7. „Przemiany” – 4:46
8. „Echo” – 5:14
9. „Zła krew” – 5:10
10. „Sygnały” – 4:24
11. „Ultima Thule” – 30:32
12. „Nocny lotnik” (utwór tylko w wydaniu digipak, niewymieniony na okładce) – 2:10

## Autorzy
- Tomasz „Tom” Budzyński – głos, syntezator
- Paweł Klimczak – gitary
- Krzysztof „Dr Kmieta” Kmiecik – bas
- Maciej „Ślepy” Głuchowski – perkusja
- Krzysztof „Banan” Banasik – waltornia, syntezatory
- Dariusz „Popcorn” Popowicz – gitary

## Okładka
Na okładce znajduje się obraz autorstwa Giorgia de Chirico – Tajemnica i melancholia ulicy.

## Pozycje na listach
| Lista | Kraj   | Pozycja |
| ----- | ------ | ------- |
| OLiS  | Polska | 5       |